# Fleurat
Fleurat település Franciaországban, Creuse megyében. Lakosainak száma 307 fő (2022. január 1.). Fleurat Bussière-Dunoise, Le Grand-Bourg, Naillat, Saint-Priest-la-Plaine és Saint-Vaury községekkel határos.

## Népesség
A település népességének változása:
| Lakosok száma | 316  | 253  | 255  | 261  | 282  | 297  | 309  | 316  | 313  | 307  |
|               | 1968 | 1982 | 1990 | 2006 | 2013 | 2015 | 2017 | 2019 | 2020 | 2022 |